# Блейк, Джозеф Генри
Джозеф Генри Блейк (англ. Joseph Henry Blake; 3 февраля 1859, Фарнборо, Гэмпшир — 11 декабря 1951, Фарнборо, Гэмпшир) — один из сильнейших английских шахматистов 1890-х годов; шахматный журналист. Первых успехов добился в соревнованиях конца 1880-х — начала 1890-х годов: победитель турниров в Стамфорде (1887), Оксфорде (1891) и Брайтоне (1892). В составе команды Великобритании участник ряда матчей с шахматистами США по телеграфу (1896—1911). Лучший результат показал в 1922, выиграв международный турнир в Уэстон-сьюпер-Мэре, где опередил Г. Мароци, Дж. Томаса, Ф. Ейтса, Б. Костича и других. Участник международных турниров в Гастингсе (1922/1923) — 7-е и Ливерпуле (1923) — 5-е места.

## Книги
- Chess endings for beginners, L., 1900.